# Nekropole von Lameira da Cima
Die Nekropole von Lameira da Cima (portugiesisch Necróple Megalítica da Lameira de Cima) liegt östlich von Antas, bei Mêda im Distrikt Viseu in Portugal.
Anta ist eine der portugiesischen Bezeichnungen für etwa 5000 Megalithanlagen oder Dolmen, die während des Neolithikums im Westen der Iberischen Halbinsel von den Nachfolgern der Cardial- oder Impressokultur errichtet wurden. Die beiden Antas bilden die prähistorische Nekropole von Lameira de Cima, die zu den bedeutendsten im Distrikt gehört.
Anta 1 konnte restauriert werden, da die meisten der Steine ihrer Kammer noch vor Ort waren. Es ist eine kleine decksteinlose Anta mit drei erhaltenen Tragsteinen und einem langen Gang aus abgeschlagenen Seitensteinen.
Die kleinere Anta 2 war stark ausgeräumt und konnte nur mit den wenigen restlichen Komponenten und zusätzlichen Steinen ergänzt werden. Sie hat eine polygonale Kammer mit einem breiten Gang.
Die Ausgrabungen zeigten, dass ihre Nutzung zwischen dem Ende des 4. und dem Beginn des 3. Jahrtausend v. Chr. erfolgte. Die Untersuchung zeigte eine abweichende Nutzung zu den übrigen Dolmen der Region. In der Nähe liegen die Megalithanlagen von Carapito und die anthropomorphen Felsgräber von Antas und die der Nekropole do Vale de Maria Pais mit einem Menhir.